# Козак Володимир Миколайович
Володи́мир Микола́йович Козак (12 квітня 1968, Мала Антонівка, Білоцерківський район, Київська область, УРСР — 20 січня 2015, Донецьк, Україна) — старший солдат Збройних сил України, учасник російсько-української війни. Один із «кіборгів».

## Короткий життєпис
Козак Володимир Миколайович — народився 12 квітня 1968 року   у с. Мала Антонівка Білоцерківського району. Там провів своє дитинство та закінчив Малоантонівську загальноосвітню школу у 1983 році.
У 1983—1986 роках навчався у Володарському середньому професійно-технічному училищі.
У 1986—1988 роках проходив службу в армії на Закарпатті у прикордонних військах. Із  1988 року  працював водієм-машиністом у Білоцерківському ШЕУ. Працював також верстатником на меблевому виробництві.
У 2005 році знову повертається в Білоцерківський ШЕУ і працює там аж до 2014 року. Із дружиною прожили 26 років, виховали двох доньок.
Мобілізували Володимира Миколайовича 28 серпня 2014 року. Військову службу проходив у званні старшого солдата (водій) у складі 80 аеромобільної  бригади(3 батальйон, 9  рота) позивний  «Козак».
Проходив навчання на Яворівському полігоні Львівської області.
9 листопада 2014 року разом з бригадою вирушив у зону АТО.
У ніч проти 14 січня 2015-го з боєм прорвалися в Донецький аеропорт на підмогу своїм товаришам. Пережив газову атаку, 16 січня під обстрілом терористів зміг один утримати позицію майже добу до прибуття підмоги. Був поранений у руку, однак лишився в аеропорту, коли вивозили поранених. 20 січня 2015-го загинув у новому терміналі під час оборони Донецького аеропорту — після другого вибуху.
Ідентифікований за експертизою ДНК, правої руки не було. Тіло забирала 25-літня донька.
Похований 17 квітня 2015-го в Малій Антонівці.
Меморіальні дошки в пам'ять про загиблого Героя встановлено у рідному селі Козака Володимира Мала Антонівка та у  військовій  частині м. Львів.
У центрі міста Біла Церква, де Володимир проживав зі своєю сім'єю, також встановлено дошку пам'яті загиблих.
У краєзнавчому музеї м. Біла Церква створено виставку про Героїв АТО, де також увіковічено пам'ять Володимира Козака для майбутніх поколінь.
Міською Радою присвоєно звання — почесний громадянин Білоцерківського району. Спільним розпорядженням голови Білоцерківської районної державної адміністрації та Білоцерківської районної ради від 12.10.2015 року № 585/07-о для увічнення пам'яті мешканців району, які віддали життя за свободу, незалежність та територіальну цілісність України прийняте рішення про занесення імені Козака Володимира Миколайовича у Книгу почесних громадян Білоцерківського району «Золотий фонд району» (посмертно).
Про подвиги легендарних останніх кіборгів створено низку сюжетів телеканалом ZIK «Полинові воїни: Донецький аеропорт», знято фільм «Кіборги» відомим режисером Ахтемом Сеітаблаєвим.
Козака Володимира Миколайовича занесено до Книги пам'яті полеглих за Україну.
Для  вшанування мужності та героїзму захисників Донецького аеропорту, які стали символом самовідданої боротьби за територіальну цілісність України, Національним Банком України випущено 10-ти гривневу монету.

## Нагороди та вшанування
- Указом Президента України № 461/2015 від 31 липня 2015 року, «за особисту мужність і високий професіоналізм, виявлені у захисті державного суверенітету та територіальної цілісності України, вірність військовій присязі», нагороджений орденом Богдана Хмельницького III ступеня (посмертно)[1].
- Нагороджений нагрудним знаком «За оборону Донецького аеропорту» (посмертно).
- почесною медаллю 122 Окремого Аеромобільного батальйону;
- відзнакою командира 80 ОДШБр;
- медаллю за жертовність і любов до України.

- У селі Мала Антонівка на будівлі школи № 1 (вул. Володимира Козака, 3), де навчався Володимир Козак у 1976—1983 роках, на його честь встановлено меморіальну дошку.
- Спільним розпорядженням голови Білоцерківської районної державної адміністрації та Білоцерківської районної ради від 12.10.2015 року № 585/07-о для увічнення пам'яті мешканців району, які віддали життя за свободу, незалежність та територіальну цілісність України прийняте рішення про занесення імені Козака Володимира Миколайовича у Книгу почесних громадян Білоцерківського району «Золотий фонд району» (посмертно)[2].
- Вшановується в меморіальному комплексі «Зала пам'яті», в щоденному ранковому церемоніалі 20 січня[3][4].